# Szerencsi Éva
Szerencsi Éva (Budapest, 1952. május 5. – Budapest, 2004. szeptember 6.) Déryné-díjas magyar színésznő.

## Életpályája
Szülei Szerencsi János és Strausz Amália voltak. 1966 és 1970 között a Martos Flóra Gimnázium (ma: Óbudai Gimnázium) tanulója volt , . 1974-ben szerzett diplomát a Színház- és Filmművészeti Főiskolán. 1974–1979 között a budapesti József Attila Színházban szerepelt. 1979–1980 között a Miskolci Nemzeti Színház tagja volt. 1980–1989 között újra a József Attila Színház tagja lett. 1989-től a Népszínházban és a Budapesti Kamaraszínházban játszott. 2001-től haláláig a Ruttkai Éva Színház tagja volt. 2004. szeptember 6-án hunyt el, rákban.
Több filmben is szerepelt, legismertebb alakítása Vitay Georgina szerepe a Szabó Magda regénye alapján készült Abigél című négyrészes tévésorozatban.
Az Abigél hatalmas sikere egyúttal a színésznő karrierjének kerékkötője is lett, mert ettől kezdve a rendezők mindig a naiv, szép kislány szerepét osztották rá. Ez a beskatulyázás rosszul hatott a színésznő pályafutására. Miután kora előrehaladtával külső karaktere változott, a szakma mellőzni kezdte. Az 1990-es évektől szerepek hiányában anyagi gondokkal is küszködött.

## Magánélete
Első férje Szakácsi Sándor volt, akitől hosszú különélést követően vált el. Következő párja egy orvos volt, akitől egy fia, Varga Imre (1985) született. Nem kötöttek házasságot, de ez a kapcsolat is szakítással végződött. Hosszú ideig egyedül nevelte a gyermekét. Már elmúlt negyvenéves, amikor hozzáment Pándi Andráshoz, akivel úgy érezte, révbe ért, de hamarosan diagnosztizálták betegségét. Rákban hunyt el.

## Színpadi szerepei
- Molnár Ferenc: Liliom....Lujza
- Déry–Pós: Képzelt riport egy amerikai popfesztiválról....Második lány
- Vampilov: Húsz perc egy angyallal....Faina
- Devecseri Gábor: Odüsszeusz szerelmei....Nauszikaá
- Frisch: Don Juan, avagy a geometria szerelme....Sevillai özvegy
- Weingarten: Nyár....Lorette
- Rabe: Bot és gitár....Zung
- Arthur Miller: A salemi boszorkányok....Mary Warren
- Páskándi Géza: A kocsi rabjai....Piroska
- Baum: Óz, a nagy varázsló....Dorka
- Leonov: Hazatérés....Anyiszka
- Csiky Gergely: Kaviár....Mariska
- William Shakespeare: A windsori víg asszonyok....Anna
- Kaló Flórián: Mai történet....Kati
- Kardos G. György: Villon és a többiek....Jeaninne
- Csiky Gergely: Buborékok....Gizella
- Shakespeare: Vízkereszt, vagy amit akartok....Viola
- Berkesi András: Kálvária....Hajdú Anikó
- Roscsin: Veled vagy nélküled....Léna
- Molière: Jourdain úr....Lucy
- Carlo Goldoni: A hazug....Rosaura
- Grochowiak: Őrült Gréta....Xénia
- Chaucer: Canterbury mesék....Alison; Molly; May
- Ruzante: A csapodár madárka[5]....Betia
- Kriston Béla: A megszállott....Tekla
- George Bernard Shaw: Pygmalion....Liza Doolittle
- Ungár–Schwajda: Az eltűnt kabaré nyomában....
- Molière: Tartuffe....Mariane (bemutató dátuma: 1980.04.04)
- Enquist: A tribádok éjszakája....Marie Caroline David (bemutató dátuma: 1980.10.16)
- Scarnicci-Tarabusi: Kaviár és lencse....Fiorella
- Lope de Vega: A magyarországi fenevad....Rosaura
- Bíró-Lengyel: A cárnő....Jasikoff Annie
- Braginszkij–Rjazanov: A képmutatók....Szvetlana Nyikolszkaja
- Arthur Miller: Pillantás a hídról....Catherine
- Jékely Zoltán: Oroszlánok Aquincumban....Sabina I.
- Menzel: De jó szeretni!....Lucinda
- Békeffi István: A régi nyár....Zsuzsi
- Mikó István: Kinek pénze van...
- Xenopulosz: A kísértés....Polixeni Dronga
- Kazimir Károly: Szép asszonyok egy gazdag házban....Aranylótusz
- Bródy Sándor: A tanítónő....Tanítónő
- Lakner Artúr: Édes mostoha....Mária
- Páskándi Géza: Átkozottak....Károlyi Zsuzsanna
- Zell–Genée: Boccaccio....Izabella
- Arden: Gyöngyélet....Rosie
- Gorin: Felejtsétek el Herosztratoszt!....Klementina
- Agatha Christie: Az egérfogó....Mollie Ralston
- Feydeau: Bolha a fülbe....Lucienne Homenides De Histangua
- Coward: Forgószínpad....Zeldi Fenwick
- Erdélyi Mihály: Vedd le a kalapod a honvéd előtt!....Szép Kázmérné; Jójártné; Feleség; Szergejné
- Misima: Sade márkiné....Saint-Fond grófnő
- Pier Paolo Pasolini: Mámor....Anya
- Vadnay László: A csúnya lány....Sziszi
- Barrie: Pán Péter....Anya
- Federico García Lorca: Yerma....Mária
- Dunn: Gőzben....Jane
- Kertész Ákos: Egész évben karácsony....Erzsike
- Létraz: Kié a baba?....Henriette
- Grimm: Az ördög három arany hajszála....Tündér
- Képes Géza: Mese a halászlányról....Tündér
- Molière: Botcsinálta doktor....
- Zsolt Béla: Oktogon....Gizi
- Betti: Bűntény a kecskeszigeten....Agata
- Görgey Gábor: Örömállam....Lila nő
- Eduardo De Filippo: Filimena házassága....Rosalia
- Grimm: Hófehérke meg a törpék....
- Vajda Anikó: Szerelmesnek áll a... világ!....Caterina anyja
- Edmond Rostand: Cyrano....Duenna

## Filmjei

### Játékfilmek
- Makra (1972) – Erzsi
- A törökfejes kopja (1973) – Borka
- Kakuk Marci (1973) – Eszti
- A járvány (1975) – Sulyovszky lánya

### Tévéfilmek
- Egy óra múlva itt vagyok… 1–15. (1971)
- Bob herceg (1972)
- Velünk kezdődik minden (1972)
- Harminckét nevem volt (1972)
- Az elsőszülött (1973)
- És mégis mozog a föld (1973)
- Az ozorai példa (1973)
- A fiú, a lány és egy pillanat (1973)
- A mikádó (1974)
- Néhány első szerelem története (1974)
- Kútban (1975)
- Ablakok és ablakok (1975)
- Az ajtón kívül (1975)
- Ügyes ügyek (1975)
- Bezzeg az én időmben! (1975)
- A fej (1976)
- Alvilági kérő (Mici)
- Holnap is élünk (1976)
- Sakk, Kempelen úr! 1–3. (1976)
- Lángelmék a szigeten (1977)
- Sakk-matt (1977)
- Földünk és vidéke (1977)
- Abigél 1–4. (1977)
- Boccaccio (1978)
- A váratlan utazás (1978)
- Január (1978)
- Mesélő városok: Róma (1979)
- A világ közepe (1979)
- Faustus doktor boldogságos pokoljárása (1982)
- Cornevillei harangok (1982)
- Lovam a fekete mén (1984) ((főiskolás vizsgafilm - kollektív)
- Az ördög három aranyhajszála (mesejáték) (1985)
- Új Gálvölgyi-show (1992)
- Kisváros (Útvonal c. rész) (1996)
- Capitaly (10. rész: Levéltitok) (2002)

## Szinkronszerepei

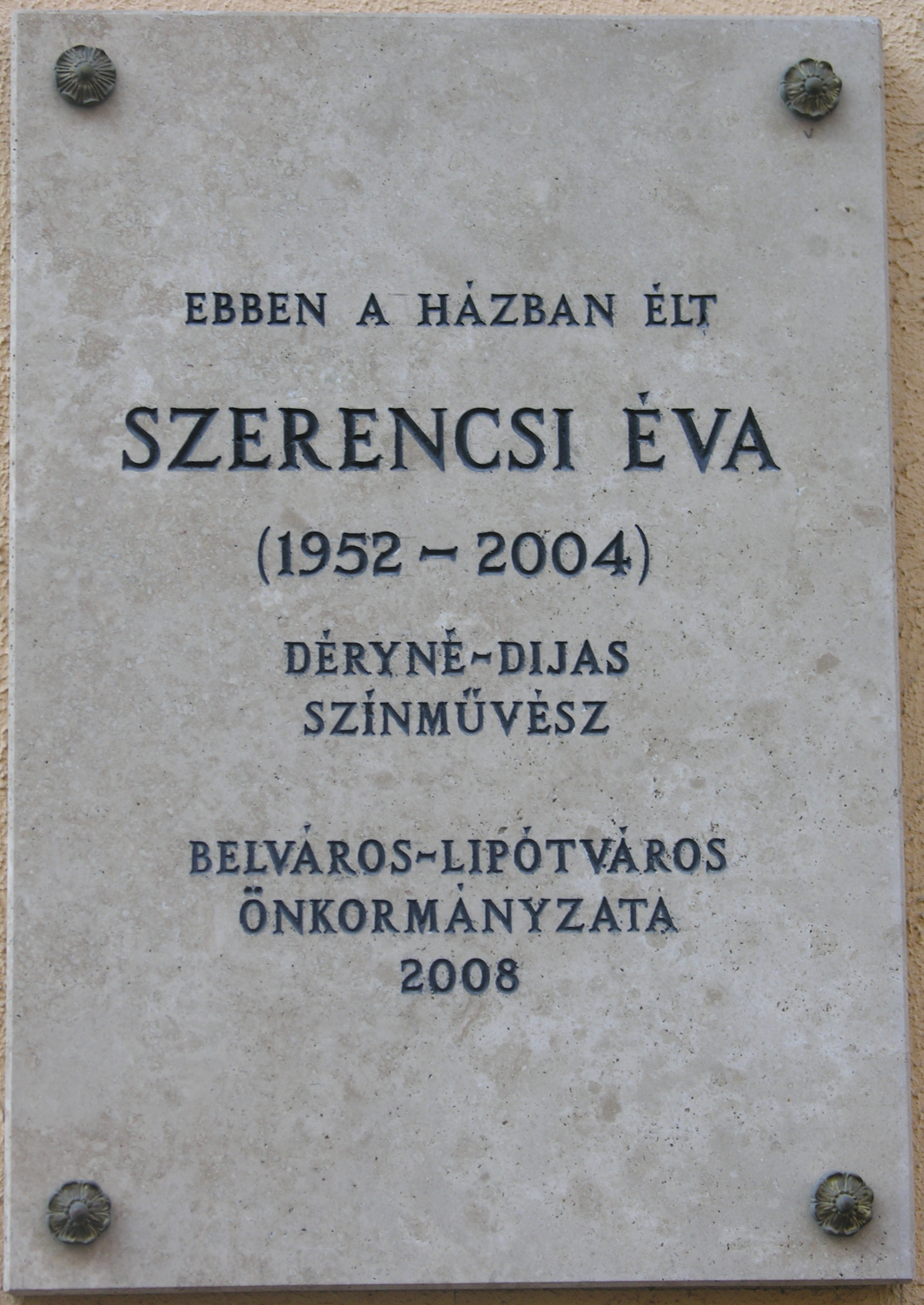
Szerencsi Éva emléktáblája egykori lakhelyén, a Báthory utca 22. szám alatt

- A gyanúsított: Kathleen Riley – Cher
- A tábornok éjszakája:  Monique Demond – Véronique Vendell
- Az utolsó cserkész: Sarah Hallenbeck – Chelsea Field
- Betörő: Bernice ‘Bernie’ Rhodenbarr – Whoopi Goldberg
- Bíborszín: Fiatal Celie – Desreta Jackson
- Csendszimfónia: Siketek iskolája igazgatónője – Beth Maitland
- Csoda a farkasokkal: Jeanne de Beauvais – Rosanna Schiaffino
- Dallas: Sue Ellen „Samantha” Shepard Ewing – Linda Gray
- Egy kórház magánélete: Dr. Paulette Kiem – France Nuyen
- Éjféli cowboy: Shirley – Brenda Vaccaro
- Harag és dicsőség: Murdock kapitány – Catherine Bach
- Jelenetek a bábuk életéből: Katarina Krafft, „Ka”, a prostituált – Rita Russek
- Lelkük rajta: Bürokrata – Luana Anders
- Londoni randevú: Madame Kummer – Josephine Wilson
- Lőtávolban: Julie – Millie Perkins
- María del Carmen: Candelaria Campusano – Dacia González
- Megint 48 óra: Amy Kirkland – Tisha Campbell
- Modellügynökség: Hillary Michaels – Linda Gray
- Nagyítás: Patricia – Sarah Miles
- Tizenkét hónap: Mostohalánya – M. Maloeva (első szinkronváltozat)
- Vad Bill: Susannah Moore – Diane Lane
- Végzetes vonzerő: Beth Gallagher – Anne Archer
- Vivát, Benyovszky!: Lentulay Anna – Libuše Šafránková
- Piszkos tizenkettő 4 (Végzetes küldetés): Jelena Vakovic – Natalia Nogulich
- Miért pont az én lányom?: Gayle Moffitt -Linda Gray

## Hangjátékok
- Tersánszky Józsi Jenő: Az örökéletű virágok (1976)
- E.T.A. Hoffmann: Az arany virágcserép (1982)
- Zimre Péter: Köszönjük, Mr. Bell! (1983)
- Tar Sándor: Fehér habok (1984)
- Szepességi történet (1994)
- Ambrus Zoltán: Giroflé és Girofla (1995)

## Emlékezete
- Halála után a Ruttkai Éva Színházban Szerencsi Éva Stúdiót alapítottak.
- 2008. november 14-én emléktáblát avattak Budapesten, a Lipótvárosban (Báthory utca 22.) a tiszteletére, emlékére.
- Csőváron, a Polgármesteri Hivatalban kialakított sarok őrzi az emlékét.